# Bironella
Bironella (лат.) — род кровососущих комаров из подсемейства Anophelinae (Culicidae). 8 видов.

## Распространение
Встречаются в Австралазии (Австралия, Новая Гвинея).

## Описание
Кровососущие комары с тонким телом, длинными ногами и узкими прозрачными крыльями. Задний край скутеллюма равномерно закругленный, с равномерно распределенными щетинками. Брюшко покрыто щетинками, но почти лишено чешуек щетинок. Крыловые жилки M1+2 и М3+4 отчетливо изогнутые. Личинки Bironella чаще всего встречаются среди
плавающей растительности, связанной с затенёнными пресноводными участками, в том числе ассоциируются с глубоким лесом, болотами, ручьями и реками. Личинок Bironella confusa находили, в том числе в дупле дерева и в выброшенной консервной банке.

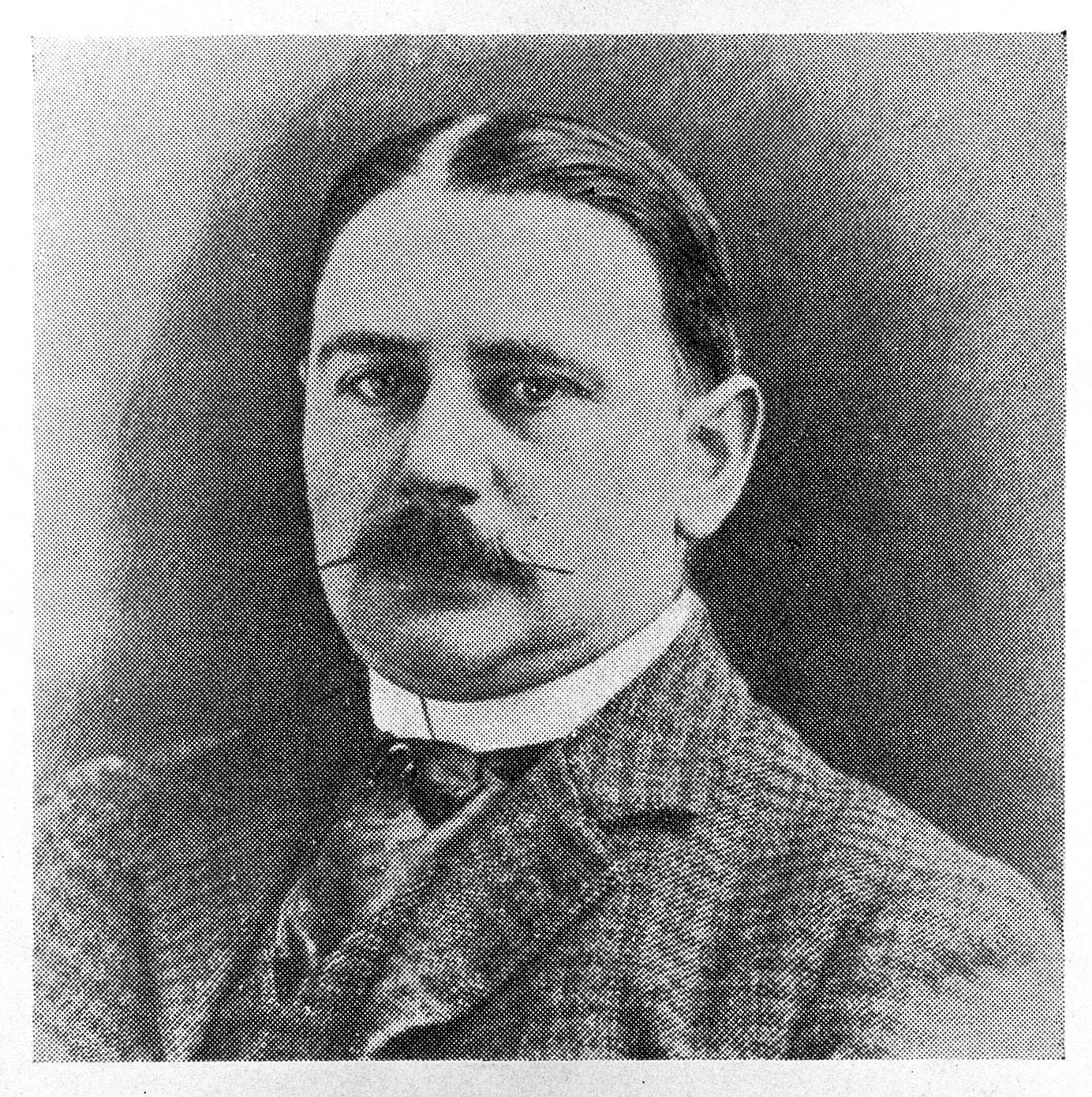
Фредерик Теобальд впервые выделил род Bironella в 1905 году

## Классификация и этимология
8 видов. Род был выделен в 1905 году английским энтомологом Фредериком Винсентом Теобальдом (англ. Frederick Vincent Theobald;1868—1930). Родовое название Bironella дано в честь коллектора Lajos Biró.
- Bironella confusa Bonne-Wepster, 1951[8][9]
- Bironella derooki Soesilo & van Slooten, 1931[10]
- Bironella gracilis Theobald, 1905[1]
- Bironella hollandi Taylor, 1934[11]
- Bironella obscura Tenorio, 1975[12]
- Bironella papuae Swellengrebel & Swellengrebel de Graaf, 1920[13][14]
- Bironella simmondsi Tenorio, 1977[4]
- Bironella travestita (Brug, 1928)[15]